# Symrise
Die Symrise AG mit Hauptsitz in Holzminden ist ein börsennotierter Anbieter von Duft- und Geschmackstoffen, kosmetischen Grund- und Wirkstoffen sowie Inhaltsstoffen.
Symrise entstand 2003 durch die Fusion von Dragoco und Haarmann & Reimer.

## Geschichte

### Haarmann & Reimer (1874–2003)
1874 entwickelten Wilhelm Haarmann und Ferdinand Tiemann ein Verfahren zur Herstellung von Vanillin aus Coniferin. Haarmann errichtete im Jahr 1874 in Holzminden ein Unternehmen zur Herstellung des synthetisch gewonnenen Vanillins, die Vanillinfabrik Dr. Wilhelm Haarmann.
Im Jahr 1876 trat Karl Reimer in das Unternehmen ein, das in Haarmann & Reimer umfirmierte. Reimer half bei der Entwicklung eines Verfahrens, das die kostengünstigere Gewinnung von Vanillin aus Eugenol ermöglichte. Das Unternehmen begann zudem mit der Herstellung synthetischer Duftstoffe, darunter Salicylaldehyd mithilfe der Reimer-Tiemann-Reaktion. 1890 stellte Tiemann Eugenol aus Isoeugenol her. Ein Jahr später war die synthetische Produktion von Vanillin damit erstmals profitabel. Die Synthese von Jonon, dem Duftstoff der Veilchen, erfolgte erstmals 1893. Bis Ende des 19. Jahrhunderts stieg das Unternehmen auch in die Gewinnung natürlicher Pflanzenextrakte ein. Zu diesem Zeitpunkt hielt es rund 30 Patente.
1901 wurde das Unternehmen in eine GmbH umgewandelt. 1931 übernahmen die Söhne von Wilhelm Haarmann die Führung. Bombentreffer zerstörten im Zweiten Weltkrieg weite Teile der Produktionsanlagen, zudem gingen Auslandsbeteiligungen kriegsbedingt verloren.
Rudolf Groger verantwortete ab 1946 als Geschäftsführer den Wiederaufbau. 1953 erfolgte die Akquisition durch Bayer. Operativ blieb das Unternehmen jedoch selbständig und expandierte international durch Kauf von Produktionsanlagen und anderer Unternehmen in den Vereinigten Staaten, Großbritannien, Südafrika, Mexiko, Brasilien, Frankreich und Spanien. Der Umsatz des Unternehmens, bei dem mittlerweile über 1.000 Mitarbeiter beschäftigt waren, stieg bis 1968 auf 80 Millionen DM.
1973 gelang die vollsynthetisch-industrielle Herstellung von Menthol. Dieser Erfolg legte den Grundstein für eine eigene Abteilung, die sich mit der Entwicklung und Herstellung von Minz-Stoffen befasste. In den 1990er Jahren erwarb das Unternehmen Mitbewerber wie Créations Aromatique oder Florasynth. Zudem wurde in neue Anlagen in Mexiko, Brasilien und Kolumbien sowie in ein neues Werk in Nördlingen und in Anlagen im Stammwerk Holzminden investiert. 1999 erfolgte die Übernahme der chinesischen Anteile des Joint Ventures H&R Cosfra Ltd. in Shanghai.
Haarmann & Reimer gehörte von 1991 bis 1995 zu einem internationalen Zitronensäure-Kartell, gegen das das FBI seit 1992 ermittelte. 1997 musste Haarmann & Reimer 50 Millionen US-Dollar Strafe an das Justizministerium der Vereinigten Staaten zahlen. Im Dezember 1996 hatte das Unternehmen nach Zivilprozessen 46 Millionen US-Dollar Schadensersatz an geschädigte Kunden überwiesen.
2002 übernahm die schwedische Private-Equity-Gesellschaft EQT (Wallenberg-Gruppe) Haarmann & Reimer sowie eine Minderheitsbeteiligung bei Dragoco. Beide Unternehmen wurden 2003 zur Symrise GmbH und Co. KG zusammengeführt.

### Dragoco (1919–2003)
1919 gründeten Carl Wilhelm Gerberding und August Bellmer die Dragoco in Holzminden. Es konzentrierte sich zunächst auf die Produktion von Parfüm- und Seifenkompositionen. Die erste Fabrik entstand 1926. Ab 1930 wurden Geschmacks- und Aromastoffe hergestellt. 1935 übernahm das Unternehmen die Heinrich Haensel GmbH in Pirna. Auch Dragoco war von den kriegsbedingten Zerstörungen durch Luftangriffe auf Holzminden betroffen.
1955 nahm die italienische Tochtergesellschaft von Dragoco in Mailand ihre Geschäfte auf, ein Jahr später in den USA. Bis 1972 entstanden in Frankreich, Österreich, Großbritannien und der Schweiz weitere Auslandsgesellschaften, im Verlauf der 1970er Jahre weitere in Brasilien, Hongkong, Japan, Singapur und auf den Philippinen. Horst-Otto Gerberding forcierte die Internationalisierung seit 1981, beispielsweise in Südamerika und Asien. 1993 erfolgte die Umwandlung der Dragoco Gerberding & Co. GmbH in eine Aktiengesellschaft, die Dragoco Gerberding & Co. AG. Noch in den 1990er Jahren betrat das Unternehmen die Märkte in Südafrika und Indien.

### Entwicklungen seit der Fusion 2003
Hauptanteilseigner von Symrise waren nach dem Zusammenschluss die EQT mit ungefähr 76 Prozent und der ehemalige Mehrheitsgesellschafter der Dragoco, Horst-Otto Gerberding, mit 18 Prozent. Geschäftsführer des Unternehmens war von Februar 2003 bis September 2003 Horst-Otto Gerberding. Ihm folgten von September 2003 bis Februar 2005 James D. Forman und ab März 2005 Gerold Linzbach. Seit 2009 steht Heinz-Jürgen Bertram als Vorstandsvorsitzender an der Spitze der Symrise AG.
Am 16. November 2004 gab die Geschäftsführung den Verzicht auf eine zuvor geplante Produktionsverlagerung nach Polen oder in die Slowakei bekannt. Vor diesem Beschluss hatte sie mit dem Betriebsrat eine Erhöhung der Arbeitszeit auf eine 40-Stunden-Woche und einen Verzicht auf Lohnerhöhungen für 2005 und 2006 vereinbart. An der Betriebsversammlung nahmen auch der niedersächsische Ministerpräsident Christian Wulff, der Innenminister und ehemalige Bürgermeister der Stadt Holzminden Uwe Schünemann, der aus dem Landkreis stammende Umweltminister Hans-Heinrich Sander und Wirtschaftsminister Walter Hirche teil. Wulff bezeichnete den Erhalt der Arbeitsplätze in Holzminden durch einen der größten Arbeitgeber vor Ort eine Gemeinschaftsleistung und einen „Modellfall für Deutschland“, um ein „Horrorszenario“ einer Produktionsverlagerung abzuwenden.
Im Jahre 2005 schloss das Unternehmen zwei Produktionsstätten in Skokie (Illinois) und in Grasse. Im Mai 2006 fasste Symrise die beiden Geschäftsbereiche Fragrances (Düfte) und Sensory Ingredients (ehemals Cosmetic Ingredients und Aroma Chemicals) zum neuen Geschäftsbereich Scent & Care zusammen. Gemessen am Umsatz entstanden dadurch zwei nahezu gleich große Segmente: Scent & Care sowie Flavors. Letzteres wurde im Oktober in die beiden Bereiche Flavors und Nutrition aufgegliedert. Die Informatik (Information Systems) mit weltweit ca. 100 Mitarbeitern und einem Budget von 20 Millionen Euro wurde 2006 an den französischen EDV-Dienstleister Atos Origin verlagert.
2005 erzielte Symrise mit rund 4800 Mitarbeitern einen Umsatz von 1,15 Mrd. Euro. Am 11. Dezember 2006 ging das Unternehmen an die Börse.
Im März 2007 wurde die Aktie in den MDAX aufgenommen.
Das Unternehmen machte in den Folgejahren eine Reihe von Zukäufen.
Dazu gehörten 2006 Kaden Biochemicals, 2007 der Geschäftsbereich Food Ingredients von Unilever in Großbritannien und Aromatics (Frankreich und Madagaskar), 2008 die Aromendivision des dänischen Anbieters Chr. Hansen,
der englische Aromenanbieter Steng und die amerikanischen Hersteller Manheimer Fragrances und Intercontinental Fragrances sowie 2009 Futura Labs.
Im Jahre 2013 folgte der Kauf des amerikanischen Duftherstellers Belmay, ein Jahr später dann die Übernahme von Diana, eines französischen Anbieters von sensorischen und funktionalen Lösungen für Nahrungsmittel, Futtermittel, Babynahrung und kosmetische Inhaltsstoffe. 2016 übernahm das Unternehmen den amerikanischen Hersteller Pinova und veräußerte Teile dieses Unternehmen anschließend an DRT (Dérivés Résiniques et Terpéniques); die Geschäftseinheit Renessenz verblieb dabei bei Symrise. Im Sommer 2017 übernahm das Unternehmen den britischen Obst- und Gemüsesaftlieferanten Cobell Limited sowie Ende 2017 den brasilianischen Parfümöl-Anbieter Citratus Fragrâncias Indûstria e Comércio. Im Januar 2019 unterzeichnete Symrise eine Vereinbarung zur Übernahme des US-Unternehmens ADF/IDF, eines führenden Herstellers von Proteinen für Heimtiernahrung. Ende 2020 übernahm Symrise die Duftsparte des US-Unternehmens Sensient.
Im April 2021 kaufte Symrise das Fragrance und Aroma Chemicals Geschäft des US-amerikanischen Unternehmens Sensient Technologies Corporation.
Nach 14 Jahren im MDAX wurde Symrise zum 20. September 2021 in den deutschen Leitindex DAX aufgenommen. Zum Ende des Jahres 2021 vermeldete das Unternehmen zudem die Übernahme von Giraffe Foods Inc., einem kanadischen Hersteller von Saucen, Dips, Dressing, Sirupen und Getränken. Anfang 2022 gab es zwei weitere Zukäufe, mit denen Symrise die Expansion im Bereich der Tiernahrung (Pet Nutrition) vorantreibt. Im Januar 2022 akquirierte das Holzmindener Unternehmen den niederländischen Protein-Spezialisten Schaffelaarbos. Anfang Februar 2022 wurde die Juristin Stephanie Coßmann, die bei Lanxess den Personalbereich verantwortete, in den Vorstand von Symrise berufen. Im Februar 2022 folgte der Zukauf von Wing Pet Food, einem chinesischen Hersteller von Geschmackslösungen für Heimtierfutter. Im März 2022 verstärkte Symrise das Feinparfümerie-Geschäft durch zwei weitere Zukäufe französischer Unternehmen mit Sitz in der Region Grasse in Frankreich. Hierbei handelt es sich um R. Romani - Société Française d'Aromatiques (SFA Romani), ein Unternehmen für hochwertige Duftstoffe, und die Neroli Invest DL (Groupe Néroli). Mitte 2022 schloss Symrise Cosmetic Ingredients eine strategische Partnerschaft mit dem deutschen Biotech-Unternehmen evoxx technologies ab. Anfang Februar 2023 erwarb Symrise eine Mehrheitsbeteiligung am Biotech-Unternehmen Synergio. Im selben Monat gründeten Symrise Pet Food und Sunner, einer der Hauptgeflügelverarbeiter in China, einen Joint Venture in China, um hochwertige nachhaltige Eiproteine zu liefern.

## Kartellverfahren
2023 wurde bekannt, dass die EU-Kartellbehörde und die Schweizer Wettbewerbsbehörde (Weko) Untersuchungen gegen Symrise und seine größten Konkurrenten Firmenich, Givaudan und International Flavors & Fragrances wegen des Verdachts der illegalen Preisabsprachen einleitete.

## Gegenwart

### Geschäftsbereiche, Rohstoffe, Produkte, Kunden und Wettbewerb
Das Unternehmen hat sein operatives Geschäft im Jahr 2021 neu strukturiert und in zwei Segmenten organisiert: Taste, Nutrition & Health sowie Scent & Care. Die Segmente verfügen über eigene Abteilungen für Forschung und Entwicklung, Einkauf, Produktion und Qualitätskontrolle sowie Marketing und Vertrieb.
- Das Segment Taste, Nutrition & Health umfasst die Bereiche Food & Beverage, Pet Food, Aqua Feed und Probi (Mehrheitsbeteiligung am schwedischen Unternehmen Probi AB). Hier sind auch die Produkte und  Lösungen des führenden Proteinspezialisten ADF/IDF, der seit 2019 zu Symrise gehört, integriert.
- Das Segment Scent & Care gliedert sich in die Geschäftsbereiche Fragrance, Cosmetic Ingredients und Aroma Molecules.[41]

Insgesamt bietet das Unternehmen rund 30.000 Produkte an, für die es aus mehr als 100 Ländern rund 10.000 Rohstoffe bezieht. Seine über 6.000 Kunden in mehr als 150 Ländern kommen vor allem aus der Parfüm-, Kosmetik-, Lebensmittel- und Getränkebranche sowie der pharmazeutischen Industrie. Auch Hersteller von Nahrungsergänzungsmitteln und von Heimtiernahrung zählen dazu. Am globalen Markt für Duftstoffe und Aromen hält das Unternehmen einen Anteil von 10 Prozent. Es belegt damit gleich hinter Givaudan und gleichauf mit Firmenich sowie IFF den zweiten Platz.

### Firmensitz, Hauptsitze, Produktionsanlagen, Standorte

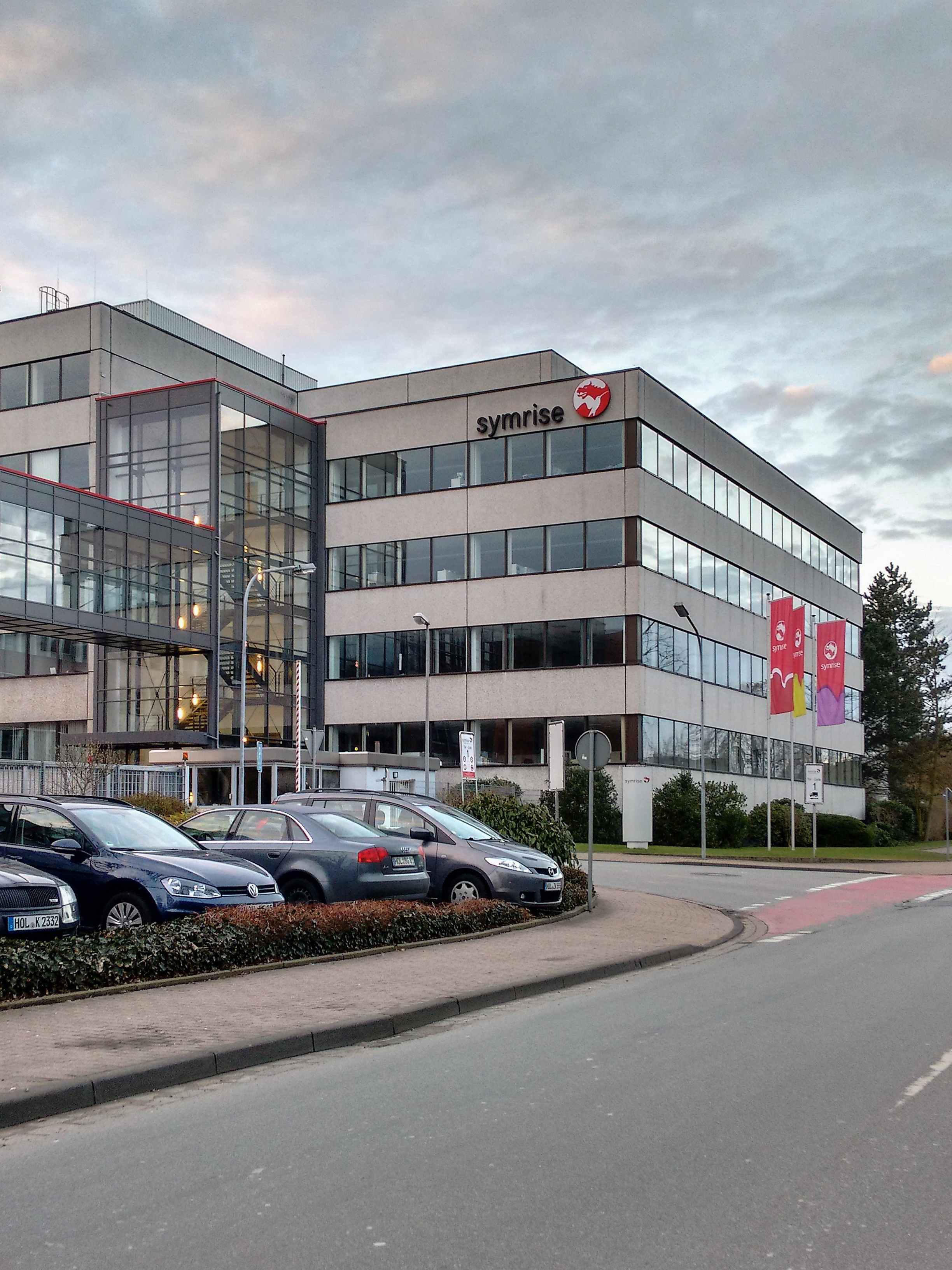
Eingangsbereich der Symrise AG (2017)

Firmensitz und zugleich größter Standort der Symrise AG ist Holzminden. Die dortigen Mitarbeiter sind in den Bereichen Forschung, Entwicklung, Produktion, Marketing und Vertrieb tätig sowie im Corporate Center. Dessen Funktionen wiederum sind Finanzen, Unternehmenskommunikation, Investor Relations, Recht, Steuern, Personal, IT, Group Compliance und Interne Revision.
Das Unternehmen ist mit mehr als 100 Standorten weltweit vertreten.
Regionale Hauptsitze unterhält das Unternehmen in den USA (Teterboro, New Jersey), Brasilien (São Paulo), Singapur und Frankreich (Rennes). Wichtige Produktionsanlagen befinden sich in Deutschland, Frankreich, Brasilien, Mexiko, Singapur, China und den USA. Entwicklungszentren finden sich insbesondere in Deutschland, Frankreich, Brasilien, China, Singapur und den USA. Darüber hinaus gibt es Vertriebsniederlassungen in über 40 Ländern.

### Aktionärsstruktur
Ende 2006 erfolgte der Börsengang. Seit dem 20. September 2021 wird die Aktie im DAX notiert.
Die Aktien verteilen sich wie folgt (Stand Januar 2025):
- Horst-Otto Gerberding - 5,02 Prozent
- Streubesitz - 94,98 Prozent

### Personal
Zum 31. Dezember 2024 beschäftigte Symrise 12.718 Mitarbeiter und darüber hinaus 238 Auszubildende und Trainees. Die größte Gruppe (6.339 Mitarbeiter) ist im Bereich Produktion & Technologie tätig, 2.641 Mitarbeiter im Vertrieb & Marketing und 1.883 Angestellte im Bereich Forschung & Entwicklung. 3.273 Mitarbeiter arbeiten an Standorten in Deutschland, 6.368 in der gesamten Region EMEA. Auf Lateinamerika entfallen 2.065 Angestellte der Konzernbelegschaft und auf die Regionen Asien/Pazifik sowie Nordamerika 1.961 beziehungsweise 2.295 Mitarbeiter. Aufgegliedert nach Unternehmensbereichen sind 3.710 Beschäftigte im Segment Scent & Care tätig, 7.305 Mitarbeiter im Bereich Taste, Nutrition & Health. 1.703 Mitarbeiter nehmen konzernübergreifende Tätigkeiten wahr.

### Parfümerie-Schulen
Seit 2011 betreibt Symrise eine Parfümerie-Schule in Holzminden. Sie ist die erste ihrer Art in Deutschland. Auch in Indien unterhält das Unternehmen eine eigene Parfümerie-Schule.

## Rezeption

### Kontroverse mit Stiftung Warentest
Im November 2013 wurde bekannt, dass die Stiftung Warentest bei Schokolade des Herstellers Ritter Sport die Deklaration des von Symrise gelieferten Aromastoffes Piperonal in der Zutatenliste als natürlichen Aromastoff als Irreführung bemängelt, da dieser in industriellen Mengen nur chemisch hergestellt werden könne. Symrise hat die Herstellungsmethode daraufhin gegenüber den zuständigen Lebensmittelkontrollbehörden vollständig offengelegt. Diese haben die Deklaration nach eingehender Prüfung nicht beanstandet. Symrise garantierte dem Hersteller zudem, Aromen „ausschließlich natürlichen Ursprungs“ zu liefern, und erklärte, die europäische Aromenverordnung werde eingehalten. Das zuständige Gericht folgte dieser Einschätzung im Januar 2014 und untersagte der Stiftung Warentest anderslautende Behauptungen. Das Urteil wurde rechtskräftig, nachdem das Oberlandesgericht München die Berufung der Stiftung zurückgewiesen hatte.